# Wêr bisto
Wêr bisto (Fries voor Waar ben je) is een popballad en hitsingle van het Friese duo Twarres uit 2000. Het nummer stond eind 2000 21 weken in de Nederlandse Top 40, waarvan zes weken op nummer 1 en bereikte ook de nummer 1-positie in de Mega Top 100 op Radio 3FM.

## Ontstaan
In 1999 wint Twarres met Wêr Bisto de publieksprijs van Liet, het Friese songfestival. Als prijs wordt het lied op 10 juli 2000 uitgebracht op single, maar die belandt onder in de Mega Top 100. Na een optreden in het programma van Paul de Leeuw stijgt de populariteit van het nummer. Niet veel later wordt overgestapt naar platenmaatschappij EMI, waar een nieuwe versie van Wêr Bisto wordt opgenomen. De nieuwe versie is bijna een minuut korter dan de oorspronkelijke versie. Waar het origineel alleen nog strijkers en een akoestische gitaar als begeleidende muziek heeft, bevat de nieuwe ook drums en een baspartij. Als Marco Borsato het duo vraagt mee te spelen tijdens zijn concerten stijgt het nummer snel in de hitlijsten.

## Tracklisting single
1. Wêr Bisto - 3:45
2. Wêr Bisto (akoestisch) - 3:42

## Hitverloop

### Nederland
"Wêr Bisto" was zowel in Nederland als Vlaanderen en Suriname de eerste (en tot op heden enige) Friestalige nummer-1-hit ooit. In nije dei van De Kast uit 1997 werd destijds van de eerste plaats in zowel de Nederlandse Top 40 als de Mega Top 100 gehouden door Barbie Girl van Aqua.
In Nederland werd de plaat veel gedraaid op Radio 538, Radio 2 en Radio 3FM en na een trage start staat Wêr Bisto in Nederland eind 2000 uiteindelijk zes weken op de nummer 1-positie van de Nederlandse Top 40. In de Mega Top 100 op Radio 3FM heeft de single een week langer op de nummer 1-positie gestaan.

### Vlaanderen
In Vlaanderen wordt het nummer uitgebracht ten tijde van de eerste Vlaamse Big Brother-reeks. Voorgaand aan Wêr Bisto staat de Big Brother-titelsong Leef zeven weken op de nummer 1-positie. Na één week Twarres stijgt een kerstsingle van de Big Brother-bewoners naar de top. Na drie weken keert Wêr Bisto echter terug om nog drie weken lang, tot begin februari 2001, zowel de Vlaanse Ultratop 50 als de Vlaamse Radio 2 Top 30 aan te voeren.

### Wallonië
Bijzonder is dat Wêr Bisto ook in Franstalig België een hit werd. Het bereikte in de Waalse hitlijsten de zesde plaats, uniek voor een Friestalig nummer.

### Suriname
"Wêr Bisto" stond van 25 augustus tot en met 1 september van 2001 nummer-1 op de hitlijst van de grootste en bekendste zender van Suriname: Radio 10 Magic FM. In totaal stond het Friese duo negen weken op de nationale hitlijst.

## Hitnoteringen
| Wêr Bisto in de Nederlandse Top 40 | Wêr Bisto in de Nederlandse Top 40 | Wêr Bisto in de Nederlandse Top 40 | Wêr Bisto in de Nederlandse Top 40 | Wêr Bisto in de Nederlandse Top 40 | Wêr Bisto in de Nederlandse Top 40 | Wêr Bisto in de Nederlandse Top 40 | Wêr Bisto in de Nederlandse Top 40 | Wêr Bisto in de Nederlandse Top 40 | Wêr Bisto in de Nederlandse Top 40 | Wêr Bisto in de Nederlandse Top 40 | Wêr Bisto in de Nederlandse Top 40 | Wêr Bisto in de Nederlandse Top 40 | Wêr Bisto in de Nederlandse Top 40 | Wêr Bisto in de Nederlandse Top 40 | Wêr Bisto in de Nederlandse Top 40 | Wêr Bisto in de Nederlandse Top 40 | Wêr Bisto in de Nederlandse Top 40 | Wêr Bisto in de Nederlandse Top 40 | Wêr Bisto in de Nederlandse Top 40 | Wêr Bisto in de Nederlandse Top 40 | Wêr Bisto in de Nederlandse Top 40 | Wêr Bisto in de Nederlandse Top 40 |
| Week:                              | 1                                  | 2                                  | 3                                  | 4                                  | 5                                  | 6                                  | 7                                  | 8                                  | 9                                  | 10                                 | 11                                 | 12                                 | 13                                 | 14                                 | 15                                 | 16                                 | 17                                 | 18                                 | 19                                 | 20                                 | 21                                 |                                    |
| ---------------------------------- | ---------------------------------- | ---------------------------------- | ---------------------------------- | ---------------------------------- | ---------------------------------- | ---------------------------------- | ---------------------------------- | ---------------------------------- | ---------------------------------- | ---------------------------------- | ---------------------------------- | ---------------------------------- | ---------------------------------- | ---------------------------------- | ---------------------------------- | ---------------------------------- | ---------------------------------- | ---------------------------------- | ---------------------------------- | ---------------------------------- | ---------------------------------- | ---------------------------------- |
| Positie:                           | 39                                 | 38                                 | 27                                 | 22                                 | 15                                 | 11                                 | 3                                  | 1                                  | 1                                  | 1                                  | 1                                  | 1                                  | 1                                  | 4                                  | 5                                  | 7                                  | 13                                 | 17                                 | 20                                 | 30                                 | 38                                 | uit                                |

### NPO Radio 2 Top 2000
| Nummer met noteringen in de NPO Radio 2 Top 2000 | '01 | '02 | '03 | '04 | '05 | '06 | '07 | '08 | '09  | '10  | '11  | '12  | '13  | '14  | '15  | '16  | '17  | '18  | '19  | '20  | '21  | '22  | '23  | '24  |
| ------------------------------------------------ | --- | --- | --- | --- | --- | --- | --- | --- | ---- | ---- | ---- | ---- | ---- | ---- | ---- | ---- | ---- | ---- | ---- | ---- | ---- | ---- | ---- | ---- |
| Wêr bisto                                        | 213 | 241 | 351 | 732 | 722 | 854 | 825 | 647 | 1001 | 1022 | 1090 | 1213 | 1193 | 1247 | 1430 | 1785 | 1794 | 1830 | 1835 | 1846 | 1843 | 1678 | 1715 | 1676 |

1. ↑  Een vetgedrukt getal geeft de hoogste notering aan.
2. ↑  2001 was het eerste jaar met een notering voor dit nummer.